# 樂善美道
樂善美道（英語：Rosmead Road）是香港一條長約50米的道路，位於香港島太平山歌賦山南面，近馬己仙峽。經僑福道入文輝道可以到達。
樂善美道是以第五任香港總督夏喬士·羅便臣（樂善美勳爵，Lord Rosmead）命名的。
樂善美道的長度不過100米，西接文輝道，東面盡頭並沒有連接任何道路，是掘頭路。

## 交通
- 巴士: 15號
- 小巴: 1號，往來山頂與中環之間，小巴中途落僑福道。

## 外部連線
- 山頂樂善美道的位置地圖 （页面存档备份，存于）